# Női 200 méteres mellúszás a 2011-es úszó-világbajnokságon
A női 200 méteres mellúszást a 2011-es úszó-világbajnokságon július 28-án és 29-én rendezték meg. Előbb a selejtezőket és az elődöntőket, másnap a döntőt.

## Rekordok
|                               | Név            | Nemzetiség | Idő     | Helyszín | Dátum            |
| ----------------------------- | -------------- | ---------- | ------- | -------- | ---------------- |
| Világcsúcs Világbajnoki csúcs | Annamay Pierse | CAN        | 2:20.12 | Róma     | 2009. július 30. |

## Érmesek
| Arany                                    | Ezüst                         | Bronz                  |
| Amerikai Egyesült Államok · Rebecca Soni | Oroszország · Julija Jefimova | Kanada · Martha McCabe |

## Eredmények

### Selejtezők
| Helyezés | Selejtező | Pálya | Nemzetiség              | Úszók | Idő     | Megj. |
| -------- | --------- | ----- | ----------------------- | ----- | ------- | ----- |
| 1        | 5         | 4     | Rebecca Soni            | USA   | 2:23.30 | Q     |
| 2        | 3         | 6     | Rikke Pedersen          | DEN   | 2:25.86 | Q     |
| 3        | 5         | 5     | Julija Jefimova         | RUS   | 2:25.98 | Q     |
| 4        | 5         | 3     | Amanda Beard            | USA   | 2:26.73 | Q     |
| 5        | 5         | 7     | Marina García Urzainqui | ESP   | 2:26.96 | Q     |
| 6        | 5         | 6     | Sally Foster            | AUS   | 2:27.07 | Q     |
| 7        | 4         | 4     | Annamay Pierse          | CAN   | 2:27.14 | Q     |
| 8        | 3         | 3     | Martha McCabe           | CAN   | 2:27.16 | Q     |
| 9        | 4         | 5     | Sun Ye                  | CHN   | 2:27.17 | Q     |
| 10       | 4         | 6     | Rie Kaneto              | JPN   | 2:27.17 | Q     |
| 11       | 5         | 1     | Nađa Higl               | SRB   | 2:27.39 | Q     |
| 12       | 4         | 8     | Back Su-Yeon            | KOR   | 2:27.43 | Q     |
| 13       | 3         | 2     | Sara El Bekri           | MAR   | 2:27.48 | Q     |
| 14       | 4         | 1     | Fanny Lecluyse          | BEL   | 2:27.67 | Q     |
| 15       | 3         | 7     | Chiara Boggiatto        | ITA   | 2:27.84 | Q     |
| 16       | 3         | 1     | Stacey Tadd             | GBR   | 2:27.88 | Q     |
| 17       | 3         | 5     | Ji Liping               | CHN   | 2:27.91 |       |
| 18       | 3         | 4     | Satomi Suzuki           | JPN   | 2:27.98 |       |
| 19       | 5         | 2     | Jeong Darae             | KOR   | 2:28.14 |       |
| 20       | 5         | 8     | Molly Renshaw           | GBR   | 2:28.35 |       |
| 21       | 4         | 3     | Sara Nordenstam         | NOR   | 2:28.88 |       |
| 21       | 4         | 2     | Joline Höstman          | SWE   | 2:28.88 |       |
| 23       | 4         | 7     | Rebecca Kemp            | AUS   | 2:29.82 |       |
| 24       | 2         | 4     | Jenna Laukkanen         | FIN   | 2:30.51 |       |
| 25       | 2         | 3     | Martina Moravčíková     | CZE   | 2:31.46 |       |
| 26       | 3         | 8     | Tanja Smid              | SVN   | 2:32.26 |       |
| 27       | 2         | 6     | Raminta Dvariskyte      | LTU   | 2:33.79 |       |
| 28       | 2         | 2     | Evghenia Tanasienco     | MDA   | 2:34.00 | NR    |
| 29       | 2         | 5     | Tessa Brouwer           | NED   | 2:34.93 |       |
| 30       | 2         | 7     | Talanova Daria          | KGZ   | 2:38.07 |       |
| 31       | 1         | 5     | Lei On Kei              | MAC   | 2:41.62 |       |
| 32       | 1         | 6     | Matelita Buadromo       | FIJ   | 2:44.01 |       |
| 33       | 2         | 8     | Maria Coy               | GUA   | 2:45.32 |       |
| 34       | 2         | 1     | Nibal Yamout            | LIB   | 2:45.35 |       |
| 35       | 1         | 3     | Ana Maria Castellanos   | HON   | 2:45.63 |       |
| 36       | 1         | 4     | Jessica Stephenson      | GUY   | 2:46.28 |       |
| 37       | 1         | 2     | Daniela Lindemeier      | NAM   | 2:47.56 |       |
| 38       | 1         | 2     | Anum Bandey             | PAK   | 2:58.85 |       |

### Elődöntők

#### Első elődöntő
| Helyezés | Pálya | Nemzetiség     | Úszók | Idő     | Megj. |
| -------- | ----- | -------------- | ----- | ------- | ----- |
| 1        | 4     | Rikke Pedersen | DEN   | 2:24.80 | Q     |
| 2        | 6     | Martha McCabe  | CAN   | 2:24.86 | Q     |
| 3        | 2     | Rie Kaneto     | JPN   | 2:25.41 | Q     |
| 4        | 1     | Fanny Lecluyse | BEL   | 2:25.92 |       |
| 5        | 5     | Amanda Beard   | USA   | 2:25.99 |       |
| 6        | 3     | Sally Foster   | AUS   | 2:26.43 |       |
| 7        | 7     | Back Su-Yeon   | KOR   | 2:26.61 |       |
| 8        | 8     | Stacey Tadd    | GBR   | 2:26.73 |       |

#### Második elődöntő
| Helyezés | Pálya | Nemzetiség              | Úszók | Idő     | Megj. |
| -------- | ----- | ----------------------- | ----- | ------- | ----- |
| 1        | 4     | Rebecca Soni            | USA   | 2:21.03 | Q     |
| 2        | 5     | Julija Jefimova         | RUS   | 2:23.66 | Q     |
| 3        | 2     | Sun Ye                  | CHN   | 2:24.59 | Q     |
| 4        | 6     | Annamay Pierse          | CAN   | 2:24.73 | Q     |
| 5        | 7     | Nađa Higl               | SRB   | 2:25.56 | Q     |
| 6        | 3     | Marina García Urzainqui | ESP   | 2:25.79 |       |
| 7        | 1     | Sara El Bekri           | MAR   | 2:26.74 |       |
| 8        | 8     | Chiara Boggiatto        | ITA   | 2:28.14 |       |

### Döntő
| Helyezés  | Pálya | Nemzetiség      | Úszók | Idő     | Megj. |
| --------- | ----- | --------------- | ----- | ------- | ----- |
| Aranyérem | 4     | Rebecca Soni    | USA   | 2:21.47 |       |
| Ezüstérem | 5     | Julija Jefimova | RUS   | 2:22.22 | NR    |
| Bronzérem | 7     | Martha McCabe   | CAN   | 2:24.81 |       |
| 4         | 3     | Sun Ye          | CHN   | 2:25.09 |       |
| 5         | 1     | Rie Kaneto      | JPN   | 2:25.36 |       |
| 6         | 8     | Nađa Higl       | SRB   | 2:25.93 |       |
| 7         | 2     | Rikke Pedersen  | DEN   | 2:26.56 |       |
| 8         | 6     | Annamay Pierse  | CAN   | 2:27.00 |       |